# Picken (Sport)
Das Picken ist ein mit Holzklötzen ausgeführter Freiluft-Kegelsport, wobei kleine, senkrecht auf einem Schleifstein stehende Hölzer mit einem größeren Wurfholz unter Beachtung zahlreicher Regeln getroffen werden müssen.

## Geschichte
In metallverarbeitenden Regionen (Bergisches Land, Sauerland) musste zu Zeiten der wassergetriebenen Schleifwerke oft einige Stunden Trockenzeit überwunden werden, bis die Arbeit fortgesetzt werden konnte. Die Schleifer nutzten diese Zeit zum Ausüben eines Treffspiels, wobei die zu treffenden Klötze auf einem waagerecht liegenden Schleifstein aufgestellt wurden.
Erstmals genannt worden ist diese Sportart im 13. Jahrhundert. 
Das Picken verbreitete sich rasch und war auch in anderen Regionen Europas bekannt. Noch bis in die 1930er Jahre gab es regelrechte Meisterschaften mit Dutzenden Mannschaften, die Pickvereine hatten (nicht zuletzt wegen ihrer gemütlichen Vereinshütten an geschützten Waldstandorten) teilweise Hunderte Mitglieder. Noch bis in die 1960er Jahre wurden vereinzelt Turniere zwischen den verbliebenen letzten Pickvereinen ausgetragen.

## Gegenwart

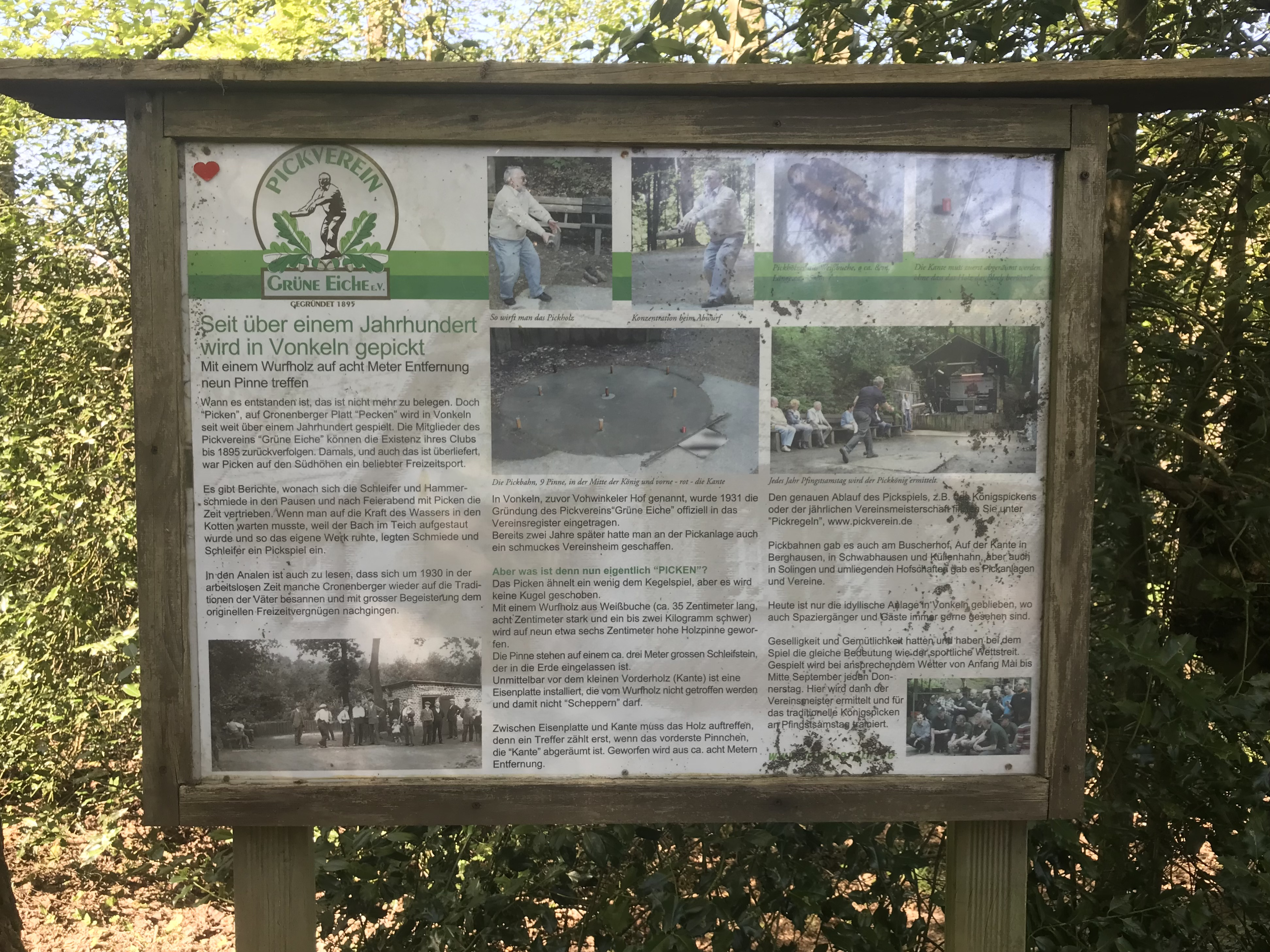

In Deutschland existiert nur noch ein einziger Pickverein, nämlich in der Dorfschaft Vonkeln im Wuppertaler Stadtbezirk Cronenberg. Der dortige Pick-Verein "Grüne Eiche", der im Jahre 1894 gegründet worden ist, betreibt nicht nur den Sport, sondern pflegt auch das vermutlich einzige Archiv mit Erinnerungsmaterial an die Blütezeit dieses Sports. Das regelmäßig stattfindende Picken auf Vonkeln ist inzwischen eine kleine Attraktion, die auch Besucher von weiter her anzieht.